# Amphoe Na Wang
Na Wang (นาวัง) est un district (amphoe) situé dans la province de Nong Bua Lamphu, dans le nord-est de la Thaïlande.
Le district est divisé en cinq tambon et 51 muban. Il comprenait environ 37 300 habitants en 2005.
Les cinq tambon sont Na Lao, Na Kae, Wang Thong, Wang Pla Pom et Thep Khiri.